# Hawks Banjul
Der Hawks Banjul Football Club, genannt englisch „Red Devils“ = „die roten Teufel“ ist ein Fußballverein aus Banjul, der Hauptstadt des westafrikanischen Staats Gambia. Sie spielen in der höchsten Liga im gambischen Fußball in der GFA League First Division und hatten zuletzt in der Saison 1995/1996 die Meisterschaft gewonnen.
Jeweils zum CAF Cup 2001 und CAF Cup 2003 hatten sie sich qualifiziert sie nahmen aber nur 2001 daran teil.
Erstmals in Erscheinung traten die Hawks in der Saison 1974/75.
Trainer ist Sang Ndong, der bis 2003 mehr als zehn Jahre die Nationalmannschaft trainierte.

## Erfolge
- Meisterschaft in der GFA League First Division: 2 Mal

1993 und 1996
- Pokalgewinn im GFA-Cup: 2 Mal

1983 und 2006

## Bekannte Spieler
- Abdoulie Corr (* 1982), Fußballnationalspieler
- Dawda Bah (* 1983), Fußballnationalspieler
- Modou Jagne (* 1983), Fußballnationalspieler
- Omar Koroma (* 1989), Fußballnationalspieler
- Pa Saikou Kujabi (* 1986), Fußballnationalspieler
- Seyfo Soley (* 1980), Fußballnationalspieler
- Omar Jatta (* 1989)

## Statistik in den CAF-Wettbewerben
| Wettbewerb                    | Runde         | Gegner                | Hinspiel | Rückspiel |  |
| ----------------------------- | ------------- | --------------------- | -------- | --------- |  |
|                               |               |                       |          |           |  |
| African Cup Winners’ Cup 1984 | Qualifikation | Mighty Barolle FC     | 0:3 (A)  | 0:0 (H)   |  |
| African Cup Winners’ Cup 1998 | Qualifikation | USM Algier            | not      | played    |  |
| CAF Confederation Cup 2007    | Qualifikation | AS Denguélé Sports    | 0:0 (H)  | 1:1 (A)   |  |
|                               | 1. Runde      | Dolphin Port Harcourt | 0:0 (H)  | 0:1 (A)   |  |

- 1998: Der Verein zog seine Mannschaft nach der Auslosung aus dem Wettbewerb zurück.